# Liste der Biografien/Gry
Liste der Biografien |
Portal Biografien |
Personensuche
# |
A |
B |
C |
D |
E |
F |
G |
H |
I |
J |
K |
L |
M |
N |
O |
P |
Q |
R |
S |
T |
U |
V |
W |
X |
Y |
Z |
?
 
Ga |
Gb |
Gc |
Gd |
Ge |
Gf |
Gh |
Gi |
Gj |
Gk |
Gl |
Gm |
Gn |
Go |
Gp |
Gq |
Gr |
Gs |
Gu |
Gv |
Gw |
Gy |
Gz
 
Gra |
Grb–Grd |
Gre |
Grg |
Gri |
Grj |
Grk |
Grl |
Grm |
Gro |
Grs |
Gru |
Gry |
Grz
Die Liste der Biografien führt alle Personen auf, die in der deutschsprachigen Wikipedia einen Artikel haben. Dieses ist eine Teilliste mit 58 Einträgen von Personen, deren Namen mit den Buchstaben „Gry“ beginnt.

## Gry
- Gry, Johan (* 1962), schwedischer Schauspieler

### Gryb
- Gryba, Eric (* 1988), kanadischer Eishockeyspieler
- Grybauskaitė, Dalia (* 1956), litauische PolitikerinDalia Grybauskaitė (* 1956)

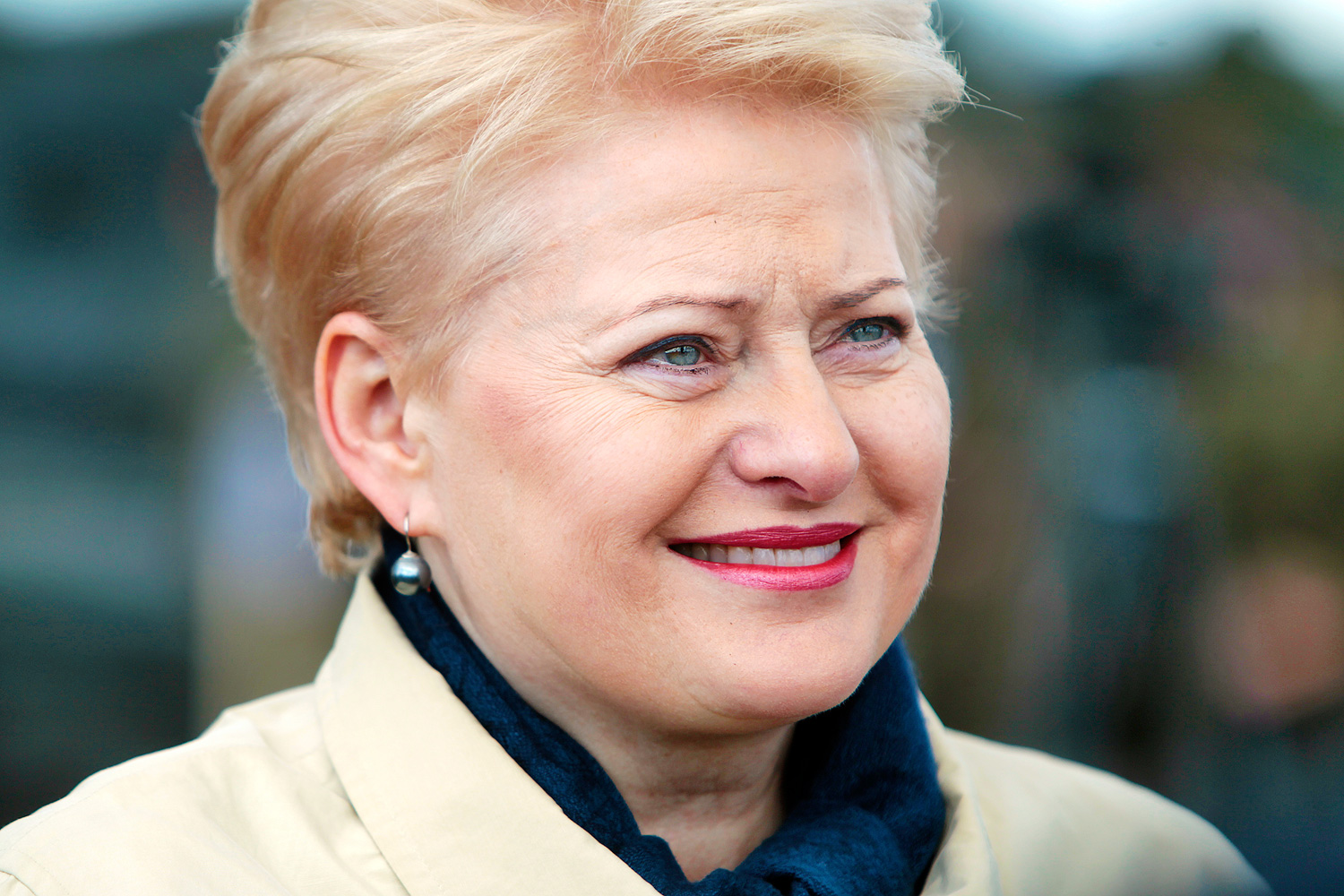
Dalia Grybauskaitė (* 1956)

- Grybauskas, Kazys (* 1954), litauischer Förster und Politiker
- Grybauskas, Paulius (* 1984), litauischer Fußballtorwart
- Grybtschewa, Iwanka (1946–2013), bulgarische Filmregisseurin

### Gryc
- Gryc, Anna (* 1999), polnische Sprinterin
- Gryce, Gigi (1925–1983), US-amerikanischer Jazz-Saxophonist, Komponist und Arrangeur
- Grychtolik, Alexander Ferdinand (* 1980), deutscher Cembalist, Improvisator und Musikforscher
- Grychtołówna, Lidia (* 1928), polnische Pianistin

### Gryd
- Grydzewski, Mieczysław (1894–1970), polnischer Journalist, Zeitungsverleger, Kolumnist und Literaturkritiker

### Gryf
- Gryffin (* 1987), US-amerikanischer DJ und Musikproduzent
- Gryfina Halicka, Herzogin von Polen

### Gryg
- Grygera, Zdeněk (* 1980), tschechischer Fußballspieler
- Grygiel, Adrian (* 1983), deutsch-polnischer Eishockeyspieler
- Grygier, Bärbel (* 1955), deutsche Politikerin, MdB
- Gryglewski, Elke (* 1965), deutsche Politikwissenschaftlerin und Geschichtsdidaktikerin
- Grygo, Georg (1902–1969), deutscher Bildhauer

### Gryk
- Gryk, Walenty (* 1957), polnischer Ordensgeistlicher, römisch-katholischer Bischof von Goroka in Papua-Neuguinea
- Gryka, Magdalena (* 1994), deutsche Volleyballspielerin

### Gryl
- Grylewicz, Anton (1885–1971), deutscher Politiker (SPD, SPD, KPD), MdR
- Gryllion, altgriechischer Bildhauer
- Grylls, Bear (* 1974), englischer Abenteurer
- Grylls, David (* 1957), US-amerikanischer Radrennfahrer
- Gryllus, Dorka (* 1972), ungarische Schauspielerin
- Gryllus, Samu (* 1976), ungarischer Bassgitarrist, Soundpainter, Komponist und Dirigent

### Grym
- Grymalska, Anastasia (* 1990), italienische Tennisspielerin
- Grymer, Herbert (1945–2021), deutscher Soziologe
- Grymhardt, Heinrich († 1419), Priester und Offizial in Köln

### Gryn
- Grynaeus, Johann Jakob (1540–1617), Schweizer reformierter Theologe
- Grynaeus, Johannes (1705–1744), Schweizer evangelischer Theologe
- Grynaeus, Simon (1493–1541), deutscher Humanist und reformierter Theologe
- Grynaeus, Simon (1725–1799), Schweizer evangelischer Geistlicher und Übersetzer
- Grynaeus, Thomas (1512–1564), Schweizer Theologe
- Grynberg, Henryk (* 1936), polnischer Prosaschriftsteller, Dichter, Dramatiker und Essayist
- Gryniewicz, Wojciech (* 1946), polnischer Bildhauer
- Gryniva, Ganna (* 1989), ukrainische Jazzmusikerin (Gesang, Piano, Komposition)
- Grynkewich, Alexus G., US-amerikanischer GeneralAlexus G. Grynkewich

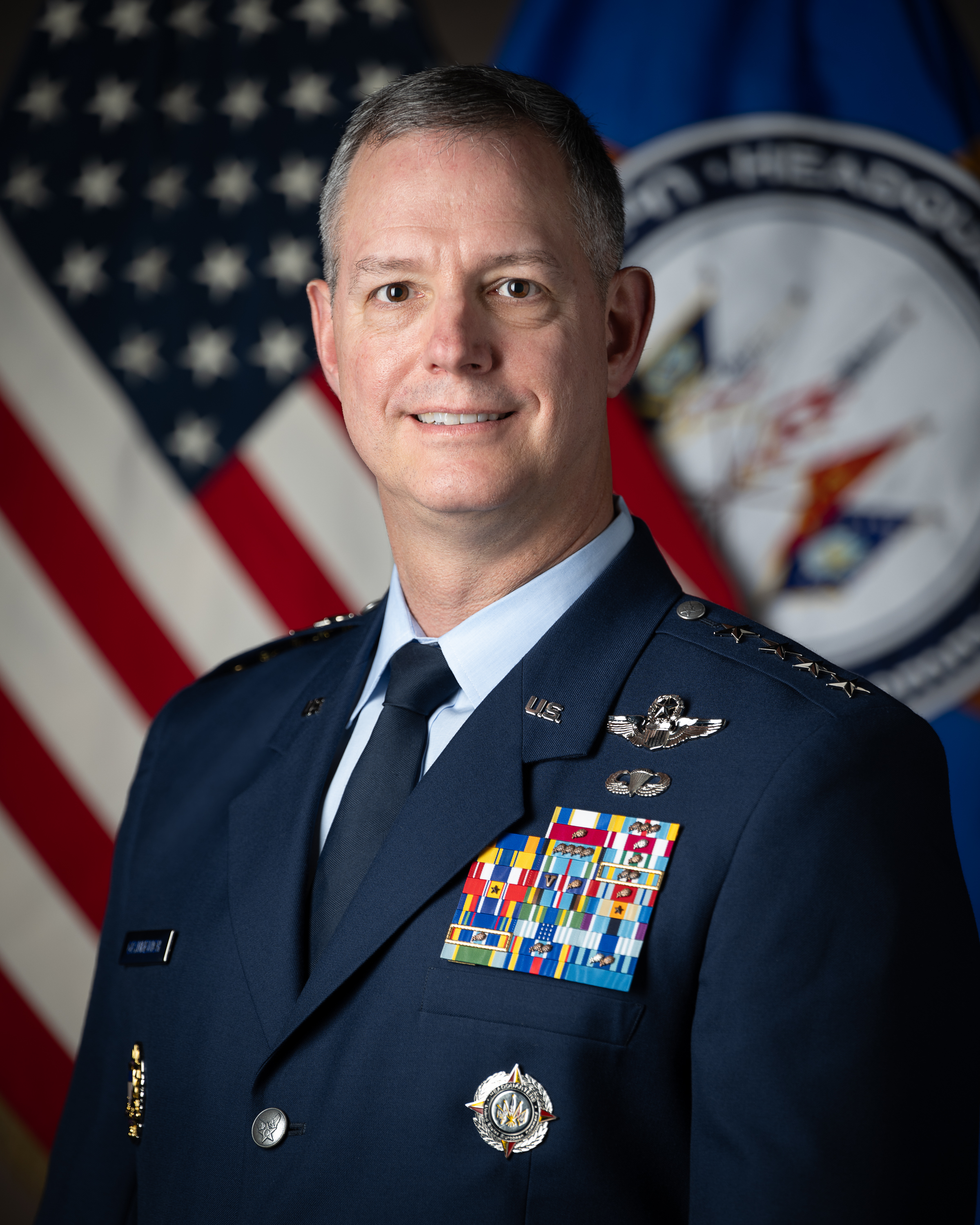
Alexus G. Grynkewich

- Grynspan, Rebeca (* 1955), costa-ricanische Wirtschaftswissenschaftlerin, Politikerin und UN-Beamtin
- Grynszpan, Herschel (* 1921), polnischer Widerstandskämpfer, AttentäterHerschel Grynszpan (* 1921)

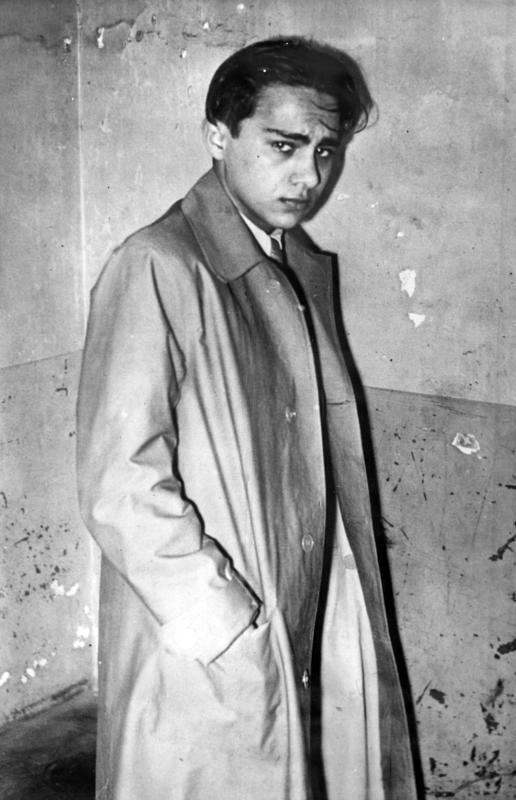
Herschel Grynszpan (* 1921)

### Gryp
- Grypa, Dietmar (* 1965), deutscher Historiker
- Gryphiander, Johannes (1580–1652), deutscher Rat und Schriftsteller
- Gryphius, Andreas (1616–1664), Dichter des Barock
- Gryphius, Christian (1649–1706), deutscher Pädagoge und Schuldramatiker
- Gryphius, Sebastian (1492–1556), deutsch-französischer Buchdrucker und Übersetzer

### Grys
- Grysa, Tomasz (* 1970), polnischer Geistlicher, römisch-katholischer Erzbischof und Diplomat des Heiligen Stuhls
- Grysanowski, Ernst (1824–1888), deutscher Philosoph, Chirurg, Geburtshelfer und Bekämpfer von Tierversuchen
- Grysar, Karl Josef (1801–1856), deutscher Klassischer Philologe
- Grysczyk, Horst (* 1935), deutscher Verwaltungsjurist
- Gryse, Nicolaus (1543–1614), deutscher lutherischer Geistlicher
- Gryslow, Boris Wjatscheslawowitsch (* 1950), russischer Politiker
- Grysolle, Sylvain (1915–1985), belgischer Radrennfahrer

### Gryt
- Grytebust, Sten (* 1989), norwegischer Fußballspieler
- Gryton, böotischer Töpfer
- Grytten, Frode (* 1960), norwegischer Schriftsteller
- Grytz, Michael (* 1961), deutscher Journalist und Fernsehkorrespondent

### Gryw
- Grywatsch, Jochen (* 1957), deutscher Germanist, Herausgeber und Leiter der Droste-Forschungsstelle

### Gryz
- Gryziecka, Ewa (* 1948), polnische Speerwerferin